# Aigeus

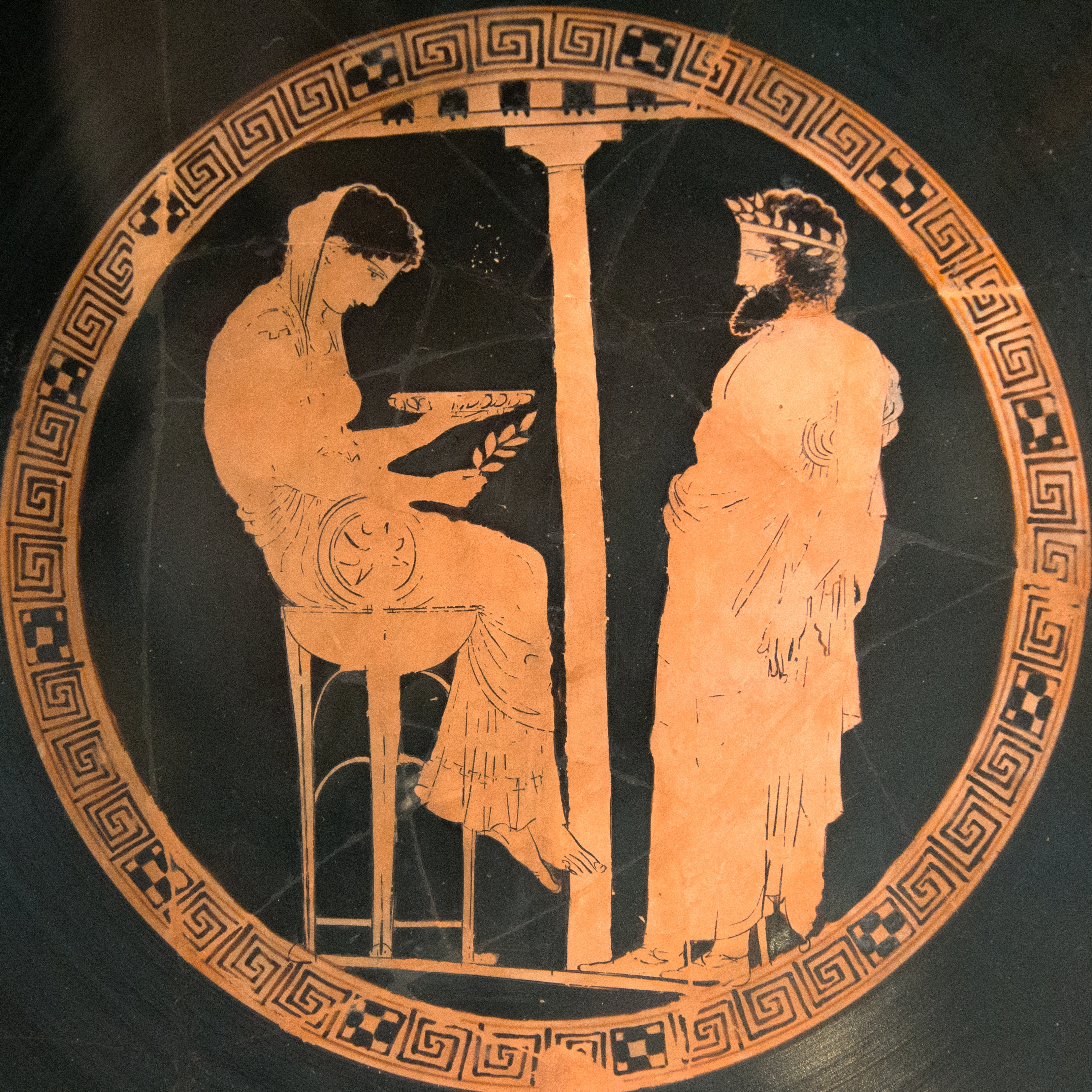
Themis und Aigeus. Attisch-rotfigurige Kylix, 440–430 v. Chr. aus Vulci

Aigeus, auch Ägeus (altgriechisch Αἰγεύς Aigeús) ist in der griechischen Mythologie ein König von Attika, Sohn des Pandion und der Pylia. Er eroberte nach seines Vaters Tod mit Hilfe seiner Brüder Pallas, Nisos und Lykos das väterliche Reich Attika wieder, vertrieb die Söhne des Metion und erhielt als ältester Sohn die Oberherrschaft.
Er ist der Vater des Helden Theseus, der in der Mythologie als der erste König Athens gilt.

## Geburt des Sohnes Theseus
Sowohl seine erste Ehe mit Meta, der Tochter des Hoples, als auch die mit Chalkiope, der Tochter des Rhexenor, blieben kinderlos. Die Söhne seines Bruders Pallas machten sich inzwischen Hoffnungen auf den Königsthron. Deshalb befragte Aigeus das Orakel von Delphi, wie er einen Sohn bekommen könne. Das Orakel weissagte ihm: „Dein Sohn wird ein ruhmvoller Held sein. Doch hüte dich davor, das vorstehende Ende eines Schlauches zu öffnen, bevor du deine Heimat erreicht hast, sonst wirst du einen gramvollen Tod finden.“ Da Aigeus diesen rätselhaften Spruch nicht verstand, begab er sich zu seinem Freund dem König Pittheus von Troizen. Dieser verstand die Weissagung (mit dem Schlauche hatte die Pythia einen Weinschlauch gemeint, und dessen vorstehendes Ende zu lösen, bedeutet, sich zu betrinken) und beschloss, die Gunst der Stunde für seine Zwecke zu nutzen. Er macht Aigeus betrunken und hatte in der Hoffnung, dass der zukünftige Held sein Nachkomme sei, keine Einwände, als Aigeus mit seiner Tochter Aithra schlafen wollte. Aus diesem Liebesakt ging Theseus hervor.
Bevor Aigeus nach Athen zurückkehrte, hinterließ er unter einem schweren Stein ein Schwert und Sandalen. Sobald Theseus stark genug sei, eigenhändig den Stein zur Seite zu rollen, soll er zu Aigeus aufbrechen.

## Theseus in Athen
Die Pallantiden (Söhne des Pallas) stürzten den Aigeus gewaltsam vom Thron. Theseus, der inzwischen sechzehn Jahre alt war, kam nach Athen zu seinem Vater, und dieser erkannte ihn an dem Schwert und den Schuhen. Theseus besiegte die Pallantiden und Aigeus übernahm wieder die Herrschaft von Attika.
Als sich Medea, die dritte Frau des Aigeus, mit Theseus einließ, wurden sie erwischt, und Medea musste mit ihrem Sohn Medos Attika verlassen.

## Tod des Aigeus
Als Theseus, um Athen von dem schmählichen Tribut zu befreien, den es an Kreta zu zahlen hatte (sieben Jünglinge und ebenso viele Jungfrauen, siehe Minotauros), nach Kreta zog, versprach er seinem Vater, im Fall seiner glücklichen Rückkehr statt des schwarzen Segels, welches das Schiff führte, ein weißes aufzuziehen. Als Sieger sich der Küste von Attika nahend, vergaß er dies jedoch, und der Vater, in der Meinung, sein Sohn sei umgekommen, stürzte sich beim Anblick des schwarzen Segels ins Meer, das von ihm den Namen Ägäisches Meer erhielt. So erfüllte sich die Weissagung des Orakels, dass er einen gramvollen Tod finden werde. Theseus erbte seinen Thron über Athen und führte die Demokratie ein.

## Verehrung
Da er seine Kinderlosigkeit dem Zorn der Aphrodite Urania zuschrieb, soll er, um sie zu versöhnen, ihre Verehrung in Athen eingeführt haben. Aigeus selbst wurde in einem Heroon in Athen verehrt. Außerdem wurde eine attische Phyle nach ihm benannt.